# Ољастра (округ)
Округ Ољастра (итал. Provincia dell'Ogliastra, на месном говору, Provìntzia de s'Ogiastra) је био округ у оквиру покрајине Сардинија у западној Италији. Седишта округа и највећа градска насеља су градови Ланузеи и Тортоли.
Површина округа је 1.854 км², а број становника 58.389 (2008. године).

## Природне одлике
Округ Ољастра чини источни део острва и историјске области Сардиније. Он се налази у западном делу државе, са изласком на Тиренско море на истоку. Приморски део је узан и каменит. Већи део округа је брдско-планински, посебно на северу, где се издижу највише острвске планине Ђенарђенту.

## Становништво
По последњим проценама из 2008. године у округу Ољастра живи око 58.000 становника и он је најслабије насељен округ у целој држави. Густина насељености је изразито мала, нешто преко 30 ст/км². Приморски делови округа су боље насељени. Планински део на западу је ређе насељен и слабије развијен.
Поред претежног италијанског становништва у округу живе и известан број досељеника из свих делова света.

## Општине и насеља
У округу Ољастра постоји 23 општине (итал. Comuni).
Најважнија градска насеља и седишта округа су градови Тортоли (11.000 ст.) у источном делу округа и Ланузеи (6.000 ст.) у средишњем делу округа.